# Paul Scott
Pour les articles homonymes, voir Scott.
Œuvres principales
- Quelques jours avant la nuit

Paul Mark Scott, né le 25 mars 1920 à Southgate et mort le 1er mars 1978  à Londres, est un écrivain britannique.

## Biographie
Il obtient le prix Booker 1977 pour Quelques jours avant la nuit.

## Œuvres

### SérieLe Quatuor indien
1. Le Joyau de la couronne, S. Messenger, 1985 ((en) The Jewel in the Crown, 1966), trad. Maud Sissung, 449 p.  (ISBN 2-86583-051-9)
2. Le Jour du Scorpion, S. Messenger, 1985 ((en) The Day of the Scorpion, 1968), trad. Marc Duchamp, 450 p.  (ISBN 2-86583-048-9)
3. Les Tours du silence, S. Messenger, 1985 ((en) The Towers of Silence, 1971), trad. Maud Sissung et Marc Duchamp, 438 p.  (ISBN 2-86583-055-1)
4. Le Partage du butin, S. Messenger, 1986 ((en) A Division of the Spoils, 1975), trad. Rose-Marie Vassallo-Villaneau, 514 p.  (ISBN 2-86583-063-2)

### Romans indépendants
- (en) The Alien Sky, 1953Publié aux États-Unis sous le titre Six Days in Marapore
- (en) A Male Child, 1956
- (en) The Mark of the Warrior, 1958
- Le Pavillon chinois du désir, Stock, 1962 ((en) The Chinese Love Pavilion, 1960), trad. Jean Rosenthal, 334 p.
- (en) The Birds of Paradise, 1962
- (en) The Bender, 1963
- (en) The Corrida at San Feliu, 1964
- Quelques jours avant la nuit, Vernal/P. Lebaud, 1990 ((en) Staying On, 1977), trad. Anne-Cécile Padoux et Françoise Fouchou-Lapeyrade, 315 p.  (ISBN 2-86594-056-X)